# Claudia Constantinescu
Claudia Maria Constantinescu (n. 18 iunie 1994, Balș) este o handbalistă română legitimată la echipa SCM Craiova și care evoluează pe postul de intermediar stânga. 

## Carieră
Claudia Constantinescu a început să joace handbal în anul 2007, la Liceul Teoretic din Balș. În 2008, ea a ajuns la CSȘ Caracal unde, sub îndrumarea antrenorilor Larisa și Adrian Olteanu, a jucat până în 2013 și a obținut două titluri naționale, la Junioare II și III. De asemenea, a fost desemnată cel mai bun inter și cel mai bun centru, iar în 2013 a fost golghetera Campionatului Național de Junioare I.
Claudia Constantinescu a fost componentă a echipelor naționale ale României la categoriile cadete, junioare și tineret.
În vara anului 2013, Claudia Constantinescu s-a transferat la clubul HC Zalău. Pe 21 ianuarie 2019 s-a transferat la CSM București. În octombrie 2019, clubul bucureștean a împrumutat-o la HC Dunărea Brăila. La sfârșitul sezonului 2019-2020 s-a transferat la CS Rapid București. În 2022, după ce a câștigat alături de Rapid București titlul de campioană națională a României, Claudia Constantinescu a semnat cu CS Dacia Mioveni 2012. După un sezon la echipa argeșeană, handbalista s-a transferat la SCM Craiova.

## Palmares
- Liga Campionilor:
  - Sfertfinalistă: 2019
  - Grupe: 2020

- Cupa EHF:
  - Sfertfinalistă: 2018
  - Turul 3: 2014
  - Turul 2: 2019

- Liga Națională:
  -  Medalie de aur: 2022
  -  Medalie de argint: 2019
  -  Medalie de bronz: 2017

- Cupa României:
  -  Câștigătoare: 2019

- Supercupa României:
  -  Câștigătoare: 2019

- Campionatul Național de Junioare I:
  -  Medalie de bronz: 2011

- Campionatul Național de Junioare II:
  -  Câștigătoare: 2010

- Campionatul Național de Junioare III:
  -  Câștigătoare: 2008
  -  Medalie de bronz: 2009

## Performanțe individuale
- Cel mai bun centru al Campionatului Național de Junioare I din 2012.
- Cel mai bun inter stânga al Campionatului Național de Junioare I din 2012.
- Golgheter al Campionatului Național de Junioare I din 2013.

## Statistică goluri și pase de gol
Conform Federației Române de Handbal, Federației Europene de Handbal și Federației Internaționale de Handbal:
| Sezon                             | Echipă        | Goluri |
| --------------------------------- | ------------- | ------ |
|                                   |               |        |
| 2013-14                           |               |        |
| HC Zalău                          | 181           |        |
|                                   |               |        |
| 2014-15                           |               |        |
| HC Zalău                          | 192           |        |
|                                   |               |        |
| 2015-16                           |               |        |
| HC Zalău                          | 162           |        |
|                                   |               |        |
| 2016-17                           |               |        |
| HC Zalău                          | -             |        |
|                                   |               |        |
| 2017-18                           |               |        |
| HC Zalău                          | 63            |        |
|                                   |               |        |
| 2018-19                           |               |        |
| HC Zalău / CSM București          | 82 / 46 (128) |        |
|                                   |               |        |
| 2019-20                           |               |        |
| CSM București / HC Dunărea Brăila | 1 / 31 (32)   |        |
|                                   |               |        |
| 2020-21                           |               |        |
| CS Rapid București                | 90            |        |
|                                   |               |        |
| 2021-22                           |               |        |
| CS Rapid București                | 55            |        |
|                                   |               |        |
| 2022-23                           |               |        |
| CS Dacia Mioveni 2012             | 155           |        |
|                                   |               |        |
| 2023-24                           |               |        |
| SCM Craiova                       | 95            |        |

| Sezon                                  | Echipă      | Goluri |
| -------------------------------------- | ----------- | ------ |
|                                        |             |        |
| 2013-14                                |             |        |
| HC Zalău                               | 5           |        |
|                                        |             |        |
| 2014-15                                |             |        |
| HC Zalău                               | -           |        |
|                                        |             |        |
| 2015-16                                |             |        |
| HC Zalău                               | -           |        |
|                                        |             |        |
| 2016-17                                |             |        |
| HC Zalău                               | -           |        |
|                                        |             |        |
| 2017-18                                |             |        |
| HC Zalău                               | 2           |        |
|                                        |             |        |
| 2018-19                                |             |        |
| HC Zalău / CSM București               | - / 19      |        |
|                                        |             |        |
| 2019-20                                |             |        |
| HC Dunărea Brăila / CS Rapid București | 4 / 10 (14) |        |
|                                        |             |        |
| 2020-21                                |             |        |
| CS Rapid București                     | 3           |        |
|                                        |             |        |
| 2021-22                                |             |        |
| CS Rapid București                     | 5           |        |
|                                        |             |        |
| 2022-23                                |             |        |
| CS Dacia Mioveni 2012                  | 8           |        |
|                                        |             |        |
| 2023-24                                |             |        |
| SCM Craiova                            | 4           |        |

| Sezon         | Echipă | Goluri |
| ------------- | ------ | ------ |
|               |        |        |
| 2018-19       |        |        |
| CSM București | -      |        |

| Ediția           | Echipă | Goluri | Pase de gol |
| ---------------- | ------ | ------ | ----------- |
|                  |        |        |             |
| Cehia 2011       |        |        |             |
| România junioare | -      | -      |             |

| Ediția           | Echipă | Goluri | Pase de gol |
| ---------------- | ------ | ------ | ----------- |
|                  |        |        |             |
| Muntenegru 2012  |        |        |             |
| România junioare | 12     | 2      |             |

| Ediția          | Echipă | Goluri | Pase de gol |
| --------------- | ------ | ------ | ----------- |
|                 |        |        |             |
| Danemarca 2013  |        |        |             |
| România tineret | 10     | 7      |             |

| Ediția          | Echipă | Goluri | Pase de gol |
| --------------- | ------ | ------ | ----------- |
|                 |        |        |             |
| Croația 2014    |        |        |             |
| România tineret | 45     | 3      |             |

| Ediția                             | Echipă | Goluri | Pase de gol |
| ---------------------------------- | ------ | ------ | ----------- |
|                                    |        |        |             |
| Danemarca, Norvegia și Suedia 2023 |        |        |             |
| România                            | 1      | 3      |             |

| Sezon         | Echipă | Goluri |
| ------------- | ------ | ------ |
|               |        |        |
| 2018-19       |        |        |
| CSM București | 9      |        |
|               |        |        |
| 2019-20       |        |        |
| CSM București | -      |        |

| Sezon    | Echipă | Goluri |
| -------- | ------ | ------ |
|          |        |        |
| 2013-14  |        |        |
| HC Zalău | 12     |        |
|          |        |        |
| 2017-18  |        |        |
| HC Zalău | 26     |        |
|          |        |        |
| 2018-19  |        |        |
| HC Zalău | 7      |        |